# Microaporia elegans
Microaporia elegans är en tvåvingeart som beskrevs av Townsend 1919. Microaporia elegans ingår i släktet Microaporia och familjen parasitflugor.
Artens utbredningsområde är Peru. Inga underarter finns listade i Catalogue of Life.